# Liste der Biografien/Wolfs
Liste der Biografien |
Portal Biografien |
Personensuche
# |
A |
B |
C |
D |
E |
F |
G |
H |
I |
J |
K |
L |
M |
N |
O |
P |
Q |
R |
S |
T |
U |
V |
W |
X |
Y |
Z |
?
 
Wa |
Wc |
Wd |
We |
Wh |
Wi |
Wj |
Wl |
Wn |
Wo |
Wr |
Ws |
Wt |
Wu |
Ww |
Wy |
Wz
 
Woa |
Wob |
Woc |
Wod |
Woe |
Wof |
Wog |
Woh |
Woi |
Woj |
Wok |
Wol |
Wom |
Won |
Woo |
Wop |
Wor |
Wos |
Wot |
Wou |
Wov |
Wow |
Wox |
Woy |
Woz
 
Wola |
Wolb |
Wolc |
Wold |
Wole |
Wolf |
Wolg |
Wolh |
Woli |
Wolj |
Wolk |
Woll |
Wolm |
Woln |
Wolo |
Wolp |
Wolr |
Wols |
Wolt |
Wolv |
Woly |
Wolz
 
Wolfa |
Wolfb |
Wolfc |
Wolfe |
Wolff |
Wolfg |
Wolfh |
Wolfi |
Wolfk |
Wolfl |
Wolfm |
Wolfn |
Wolfo |
Wolfr |
Wolfs |
Wolft
Die Liste der Biografien führt alle Personen auf, die in der deutschsprachigen Wikipedia einen Artikel haben. Dieses ist eine Teilliste mit 78 Einträgen von Personen, deren Namen mit den Buchstaben „Wolfs“ beginnt.

## Wolfs
- Wolfs, Martin (* 1932), niederländischer Straßenradsportler
- Wolfs, Mike (* 1970), kanadischer Segler
- Wolfs, Noémie (* 1988), belgische SängerinNoémie Wolfs (* 1988)

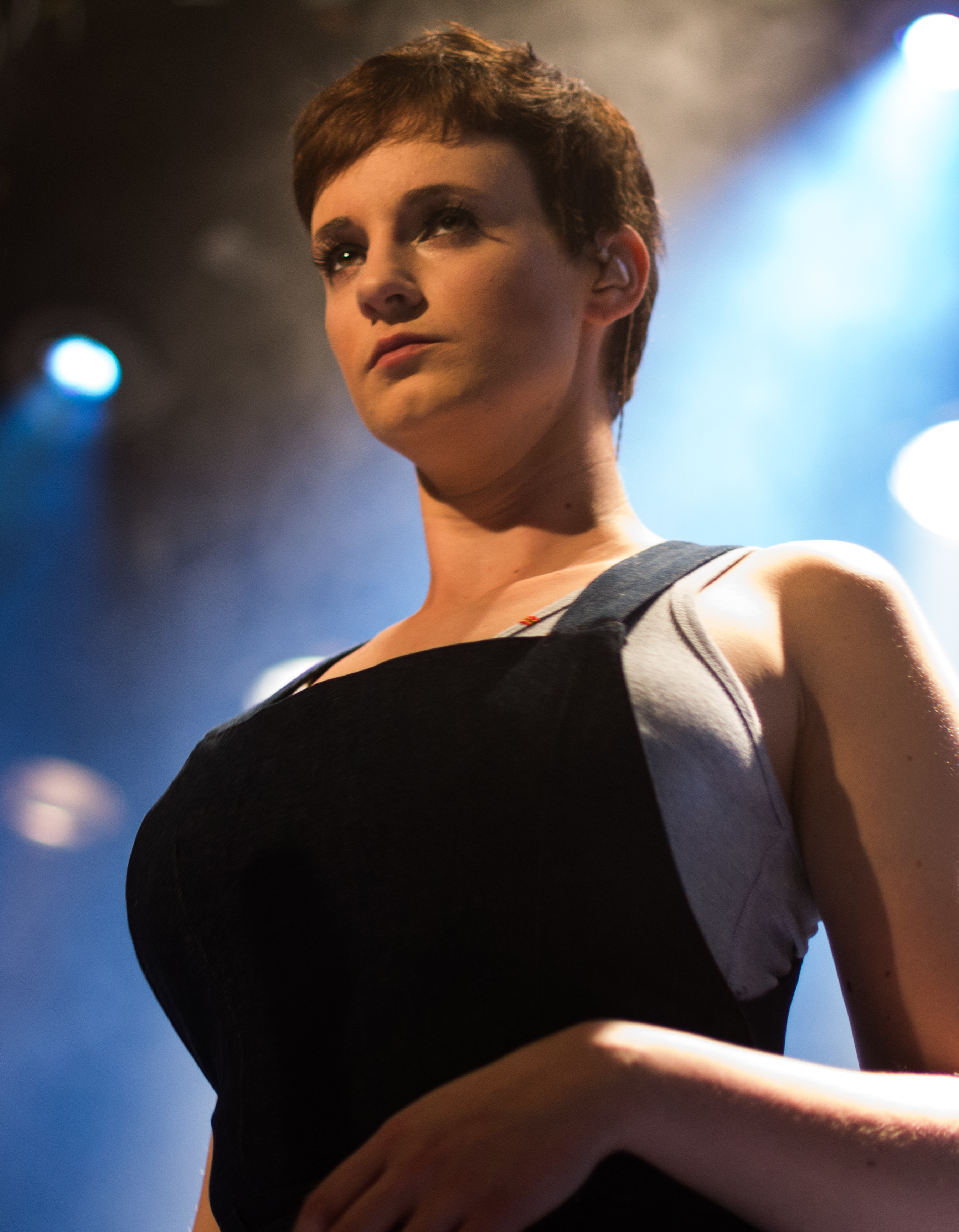
Noémie Wolfs (* 1988)

- Wolfs, Pipy (* 2002), niederländische Handballspielerin
- Wolfs, Rein (* 1960), niederländischer Kunsthistoriker, Ausstellungskurator und Intendant der Kunst- und Ausstellungshalle der Bundesrepublik Deutschland

### Wolfsb
- Wolfsbach, Georg († 1535), deutscher Benediktinerabt
- Wolfsbauer-Schönau, Hans (1925–2005), österreichischer Architekt, Maler und Grafiker
- Wolfsberg, Joon (* 1992), deutsche Singer-Songwriterin
- Wolfsberg, Palle (1931–2019), dänischer Schauspieler und Regisseur
- Wolfsberg, Rudolf Lenk von (1834–1907), österreichischer Offizier
- Wolfsberger, Fritz (1902–1959), deutscher Heimatdichter (Markgräfler Land)
- Wolfsberger, Günter (* 1944), österreichischer Maler und Bildhauer
- Wolfsberger, Hanspeter (* 1948), deutscher evangelikaler Pfarrer
- Wolfsberger, Josef (1918–2001), deutscher Insektenforscher und Präparator
- Wolfsberger, Maria (* 1973), österreichische Organistin, Kantorin und Ordensschwester in Deutschland
- Wolfsberger, Peter (* 1949), österreichischer Fernseh- und Bühnenschauspieler

### Wolfsc
- Wolfschlag, Claus (* 1966), deutscher Politologe und Publizist
- Wolfschmidt, Gudrun (* 1951), deutsche Wissenschaftshistorikerin
- Wolfschmidt, Michael (* 1981), deutscher Singer-Songwriter, Musiker, Komponist, Texter, Moderator und SchauspielerMichael Wolfschmidt (* 1981)

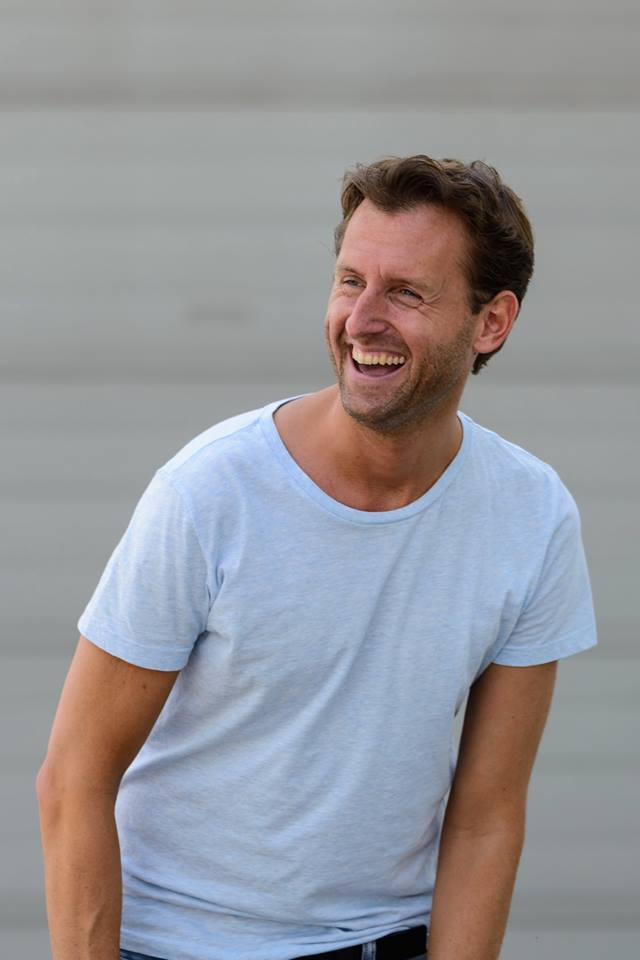
Michael Wolfschmidt (* 1981)

- Wolfschütz, Joseph (1860–1933), mährischer Ingenieur, Professor an der TH Brünn
- Wolfschütz, Stefan (* 1953), deutscher Autor und Theologe

### Wolfsd
- Wolfsdorf, Kurt (* 1950), deutscher Versicherungsmathematiker und Manager

### Wolfse
- Wolfsegger, Josef (1920–2015), österreichischer Lehrer und Politiker (SPÖ)
- Wolfsen, Aleid (* 1960), niederländischer Jurist und Politiker (PvdA)
- Wolfsen, Aleijda (1648–1692), niederländische Malerin

### Wolfsf
- Wolfsfeld, Erich (1884–1956), deutscher Maler, Grafiker und Radierer

### Wolfsg
- Wolfsgruber, Andreas (* 1962), österreichischer Automobil-Designer
- Wolfsgruber, Cölestin (1848–1924), österreichischer Benediktiner, Kirchenhistoriker und Hofprediger
- Wolfsgruber, Jürgen (* 1987), österreichischer Koch
- Wolfsgruber, Karl (1917–2009), italienischer Geistlicher, Denkmalpfleger und Hochschullehrer
- Wolfsgruber, Linda (* 1961), italienisch-österreichische Druckgrafikerin und Illustratorin

### Wolfsh
- Wolfsheimer, Isaak (1782–1845), deutscher Miniaturmaler, Kupferstecher und Lithograph
- Wolfshohl, Rolf (1938–2024), deutscher RadrennfahrerRolf Wolfshohl (1938–2024)

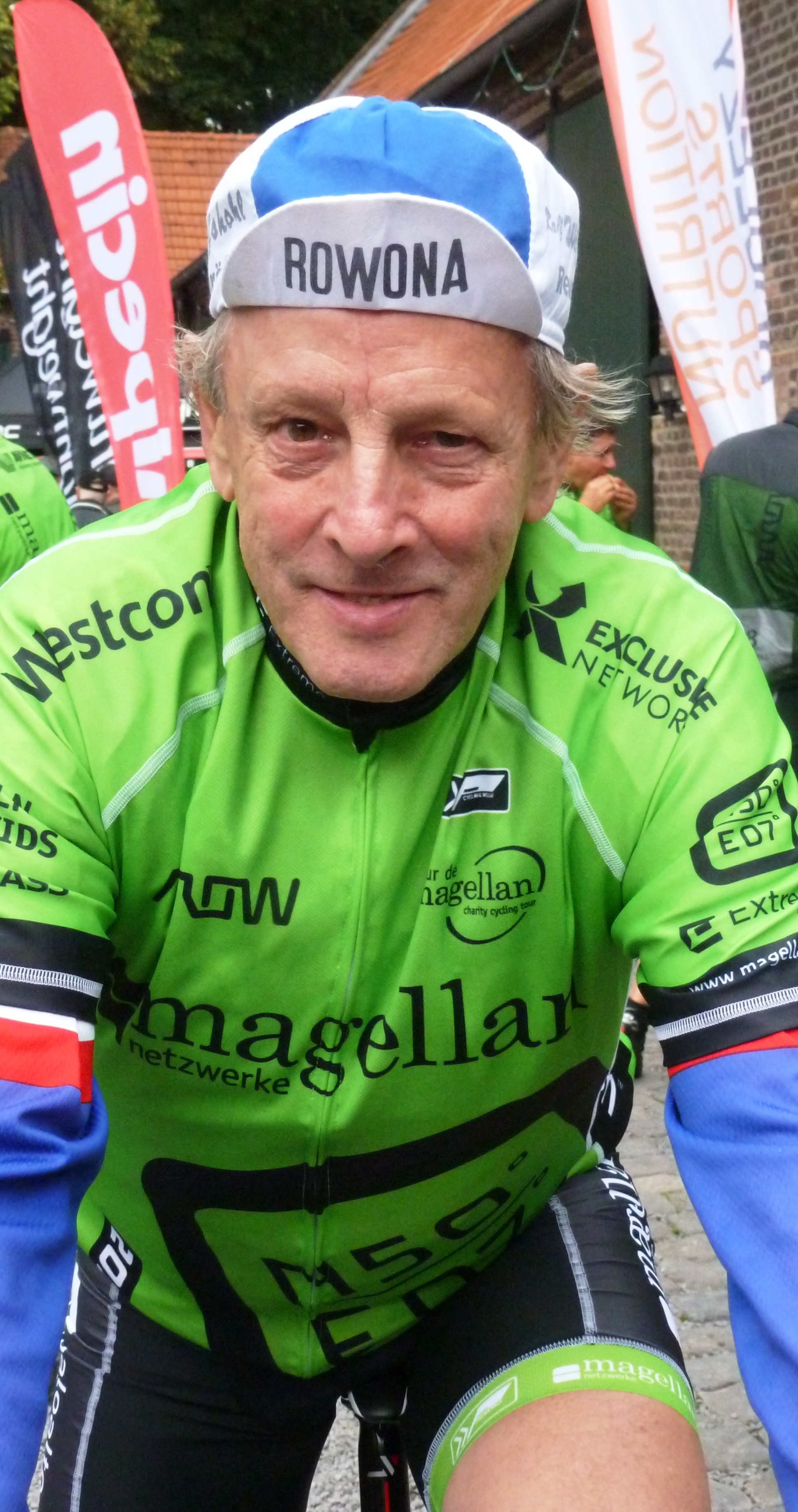
Rolf Wolfshohl (1938–2024)

- Wolfshohl, Rolf-Dieter (1960–2011), deutscher Radrennfahrer

### Wolfsi
- Wolfsindis von Reisbach, regionale Heilige

### Wolfsj
- Wolfsjunge, Hessischer, Wolfskind

### Wolfsk
- Wolfskeel von Grumbach, Wolfram († 1333), Bischof von Würzburg
- Wolfskeel von Reichenberg, Christian (1761–1809), kaiserlich-österreichischer Feldmarschalleutnant und Träger des Militär-Maria-Theresien-Ordens
- Wolfskeel von Reichenberg, Henriette (1776–1859), Hofdame der Herzogin Anna-Amalia und Vertraute Johann Wolfgang von Goethes
- Wolfskeel von Reichenberg, Philipp Sigmund (1762–1828), kaiserlich österreichischer Major und Träger des Militär-Maria-Theresien-Ordens
- Wolfskeel, Johann Gottfried Ignaz von (1693–1779), Würzburger Domherr und Präsident der würzburgischen Hofkammer sowie des Hofkriegsrates
- Wolfskeelmeister, mittelalterliche Bildhauer
- Wolfskehl, Carl (1814–1863), deutscher Kaufmann und Bankier
- Wolfskehl, Eduard (1874–1943), deutscher Regierungsbaumeister
- Wolfskehl, Karl (1869–1948), deutscher Schriftsteller und Übersetzer
- Wolfskehl, Otto (1841–1907), deutscher Bankier und Politiker im Großherzogtum Hessen
- Wolfskehl, Otto junior (1920–1987), deutscher Freimaurer
- Wolfskehl, Paul (1856–1906), deutscher Arzt und Mathematiker, Stifter des Wolfskehl-Preises
- Wolfskeil, Karl (1921–2000), deutscher Politiker (SPD), MdL

### Wolfsl
- Wolfslast, Gabriele (* 1954), deutsche Rechtswissenschaftlerin und Hochschullehrerin
- Wolfslast, Wilhelm (1904–1960), deutscher Marineschriftsteller und Buchautor

### Wolfsm
- Wolfsmehl (* 1960), deutscher Lyriker, Schriftsteller, Hörspielautor, Dramaturg und Drehbuchautor

### Wolfso
- Wolfsohn, Ilya (* 1997), deutscher Schauspieler
- Wolfsohn, Juliusz (1880–1944), russisch-österreichischer Pianist, Komponist und Musikpublizist
- Wolfsohn, Wilhelm (1820–1865), deutscher Dichter
- Wolfson, David (* 1964), US-amerikanischer Komponist
- Wolfson, David, Baron Wolfson of Sunningdale (1935–2021), britischer Politiker (Conservative Party) und Geschäftsmann
- Wolfson, Harry Austryn (1887–1974), US-amerikanischer Philosophiehistoriker
- Wolfson, Jordan (* 1980), US-amerikanischer Künstler
- Wolfson, Leonard, Baron Wolfson (1927–2010), britischer Geschäftsmann und Politiker (Conservative Party)
- Wolfson, Manfred (1923–1987), deutsch-amerikanischer Soziologe und NS-Forscher
- Wolfson, Michael (1955–2022), amerikanischer Kunsthistoriker, Kurator und Journalist
- Wolfson, P. J. (1903–1979), US-amerikanischer Drehbuchautor, Filmproduzent und Schriftsteller
- Wolfson, Simon, Baron Wolfson of Aspley Guise (* 1967), britischer Geschäftsmann und Life Peer

### Wolfsp
- Wolfsperger, Douglas (* 1957), deutscher Regisseur von Dokumentar- und Spielfilmen

### Wolfst
- Wolfstein, Rosi (1888–1987), deutsche Politikerin
- Wolfsteiner, Hans (1937–2021), deutscher Jurist
- Wolfsteiner, Josef (1911–1978), deutscher Holzbildhauer
- Wolfsteiner, Vincent (* 1966), deutscher Opernsänger (Tenor)
- Wolfsteiner, Willibald (1855–1942), 33. Abt der Benediktinerabtei Ettal
- Wolfsteller, Christian Heinrich (1830–1897), deutscher Orgelbauer
- Wolfsteller, Johann Gottlieb (1794–1867), deutscher Orgelbaumeister
- Wolfstetter, Elmar (* 1945), deutscher Wirtschaftswissenschaftler und Hochschullehrer
- Wolfstetter, Karl F. (1940–1991), deutscher Botaniker
- Wolfsthal, Josef (1899–1931), österreichischer Geiger, Orchesterleiter und Musikpädagoge
- Wolfstieg, August (1859–1922), deutscher Bibliotheksdirektor des preußischen Abgeordnetenhauses in Berlin und freimaurerischer Forscher
- Wolfstieg, Friedrich (1887–1950), deutscher Verwaltungsjurist und Kommandeur der Schutzpolizei

### Wolfsw
- Wolfswinkel, Ricky van (* 1989), niederländischer FußballspielerRicky van Wolfswinkel (* 1989)

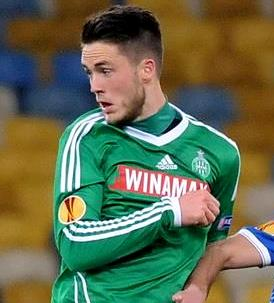
Ricky van Wolfswinkel (* 1989)